# Benita von Falkenhayn
Benita Ursula von Falkenhayn, född 14 augusti 1900 i Berlin, död 18 februari 1935 i Plötzensee, var en tysk agent som spionerade för den polska underrättelsetjänstens räkning.
Benita von Falkenhayn rekryterades av den polske majoren Jerzy Sosnowski och fick i uppgift att försöka få tag i upplysningar om en framtida tysk invasion av Polen. Hon avslöjades av Abwehr 1934 och dömdes året därpå till döden tillsammans med Renate von Natzmer.